# Дмитренко Валентина Олексіївна
Валентина Олексіївна Дмитренко (нар. 4 жовтня 1947, село Кашперівка, тепер Коростишівського району Житомирської області) — українська радянська діячка, різальниця бобін Малинської паперової фабрики Житомирської області. Депутат Верховної Ради УРСР 9—10-го скликань.

## Біографія
Освіта середня.
З 1965 до 1997 року — різальниця бобін Малинської паперової фабрики імені 50-річчя Великої Жовтневої соціалістичної революції Житомирської області.
Потім — на пенсії в місті Малині Житомирської області.

## Нагороди
- медалі